# 原良子
原 良子 （はら よしこ、1943年10月18日 - ）は、日本の元女優。本名、原田 良子 。
東京都出身。瀧野川女子学園高等学校中退。

## 人物
高校中退後、スナック店員として勤務していたが、写真家の秋山庄太郎にスカウトされ、週刊文春のカヴァーガールとなる。その後、CMタレントを経て、1963年、NHKの『ゴー・ストップ物語』でテレビドラマに初出演。
1964年、TBS放送の、テレビ映画『女の斜塔』のヒロイン役に応募。2000人の中からヒロイン役に選ばれる。当時のプロフィールでは「スタッフの役に立つように、このチャンスを自分のものにしたいと思う」と述べている。
その後は、時代劇『鞍馬天狗』のレギュラー出演や昼ドラマ『裂けた眠り』『過去深きひと』の主演など、テレビドラマを中心に活動した。1968年のプロフィールでは「役者として何でもこなすために、汚れ役でもなんでも挑戦したい」と述べている。
趣味は、水泳、スキー。

## 出演作品

### テレビドラマ
- ゴーストップ物語（1963年、NHK）
- 若い季節（NHK）
- 特別機動捜査隊（NET）
  - 第141話「おんな」（1964年）
  - 第196話「望郷」（1965年）
  - 第259話「その結婚に異議あり」（1966年）
  - 第573話「老刑事と娘」（1972年） - 美佐
- テレビ映画 （TBS）
  - 女の斜塔（1964年） - 奈津子 ※主演
  - 続・女の斜塔（1966年） - 奈津子 ※主演
  - 愛の自画像（1966年）
  - 裂けた眠り（1968年）
- 新吾十番勝負 第30話「旅は青空」（1967年、TBS / 松竹テレビ室）- お美津
- 鞍馬天狗（1967年・ABC） - 暗闇のお兼  ※大瀬康一版
- ザ・ガードマン 第114話「富士山への追跡」（1967年、TBS / 大映テレビ室）- 岩尾さとえ
- 過去深きひと（1968年、ABC） - 田辺夕起子  ※主演
- 素浪人花山大吉  第19話「お茶はお茶でも無茶だった」（1969年、NET）  - お菊（芸者・菊春）
- プロファイター 第4話「影を追う女」（1969年、NTV）
- キイハンター（TBS）
  - 第41話「殺し屋たちの舞踏会」（1969年）
  - 第47話「黄金強奪大作戦」（1969年）
  - 第60話「パラシュート殺人部隊」（1969年） - 梨沙
  - 第78話「翼のない爆音大編隊」（1969年）
  - 第126話「走れ!金塊ヨット真夏の海を」（1970年） - 美智子
  - 第133話「私の首を返して頂だい」 (1970年)
  - 第138話「早射ち狙撃銃　ワルサーKKM」 (1970年)
  - 第141話「殺し屋大統領　お手やわらかに」 (1970年)
  - 第151話「赤いカマキリは殺しの予告」 (1971年） - 永野美佐子
  - 第156話「世界殺人結社たゞ今到着」（1971年）
  - 第161話「荒野の列車 大襲撃作戦」・第162話「蒸気機関車 大渓谷の決戦」（1971年） - 亜紀
  - 第174話「黒衣の花嫁　南国の連続殺人」（1971年） - 怪盗・シャム猫マキ
  - 第201話「ドルショック殺人部隊」（1972年）
  - 第217話「100万ドル奪回大捜査網 」（1972年）美千子
  - 第258話「生首を切られた男」（1973年） - 美千子
- 天使の羽根（1969年、NHK） - 桐野五月
- 銭形平次（CX）
  - 第177話「人斬り弥平太」（1969年）
  - 第241話「夫婦ざんげ」（1970年）
  - 第513話「闇からの声」（1976年） - 小芳
  - 第706話「親父が愛した娘」（1980年）
  - 第769話「さまよえる死体」（1981年）
- 五番目の刑事 第5話「焼身の街」（1969年、NET） - 野方由利子
- 天を斬る 第3話「待ち伏せ」（1969年、NET）
- 徳川おんな絵巻 第7話「お妾拝領仕る」・第8話「嫁地獄」（1970年、KTV） - お千代の方
- 江戸川乱歩シリーズ 明智小五郎 第2話「首泥棒」（1970年、12ch）
- 丹下左膳 第8話「どんどん土左衛門の巻」（1970年、NET)  - 玉実  ※緒形拳版
- プレイガール （12ch）
  - 第88話「夕陽に消えた憎い奴」（1970年）  - 冴子
  - 第145話「嵐を呼ぶ女」（1972年）  - 妖子
  - 第153話「寝室に銃を向けろ」（1972年）  - 英代
  - 第212話「真夜中の愛の狩人」（1973年） - 麻由子
  - 第243話「恐怖の目撃者」（1973年） - 園田奈津
  - 第274話「悩殺という女の殺し方」（1974年） - 甲田郁代
  - 第287話「男見るべからず プレイガール最後の決闘」（1974年）  - 明美
- ターゲットメン 第9話「吸血魔の面を剥げ」（1971年、NET）
- 変身忍者 嵐 第25話「恐怖怪談! 魔女ゴルゴン呪いの城!!」（1972年、MBS） - 魔女ゴルゴン
- あおによし（1972年、NHK）- つゆ
- 火曜日の女シリーズ / いとこ同志（1972年、NTV）
- 荒野の用心棒 第29話「黒い葬列団は夕陽に映えて…」（1973年、NET）   - お竜
- アイフル大作戦 （1973年、TBS）
  - 第12話「美女と散歩するガイ骨」
  - 第24話「霊柩車たくさん呼ンドイデ」
  - 第38話「バラン・ドロン殺人事件」
- 必殺シリーズ（ABC）
  - 必殺仕置人 第2話 「牢屋でのこす血のねがい」（1973年)    - おしん
  - 必殺仕事人 第36話「合掌技地獄落し」（1980年） - 恵泉尼
  - 新・必殺仕事人 第18話「主水上役に届け物する」（1981年） - おさわ
- 狼・無頼控  第19話「（秘）くノ一養成学校」（1974年、MBS）
- 愛ぬすびと（1974年、東海テレビ）
- バーディー大作戦 （TBS）
  - 第22話「真夜中の美女強盗団」（1974年） - メイド
  - 第29話「浮気の計算書」（1974年） - 智子
  - 第45話「サラリーマン現金強盗団」（1975年） - ミサ
- がんばれ!!ロボコン 第2話「おいらダンプより強かった!!」、第8話「パラハラ!男涙で家出する」（1974年、NET）  - 春子
- 伝七捕物帳 第61話「島帰り　涙の呼子鳥」（1975年、NTV） - お蝶
- 遠山の金さん（NET→ANB / 東映）
  - 第1シリーズ 第31話 「明日に別れの賽を振れ!!」（1976年）
  - 第2シリーズ 第22話 「いれずみ無情」（1979年） - おさき
- 少年ドラマシリーズ（NHK）
  - いつわりの微笑（1976年） - 森夏子
  - その町を消せ!（1978年） - 大島茂子（収容所の所長）
- 五街道まっしぐら 第1話「妖艶水ぐもの精」（1976年、NET） - おゆう
- 非情のライセンス 第2シリーズ 第111話「破局」（1976年、NET） - 五十嵐花恵
- 宇宙鉄人キョーダイン（1977年、MBS）
  - 第39話「どうする!? マレー大彗星が地球に衝突」 - 光子（ガブリンクイーン）
  - 第40話「ガブリンの怒り!!よみがえった黒の騎士」 - 美紗（ガブリンクイーン）
  - 第42話「ついに来た!! ダダ星よりの使者」・第43話「デスマッチ!! 殺人サイボーグの涙」- カリーン
- 水戸黄門 （TBS / C.A.L）
  - 第7部 第34話「日光街道日本晴れ ‐宇都宮・水戸‐」（1977年） - 早瀬
  - 第11部 第25話「胸に悲願の裏切り者 -佐倉-」（1981年） - お菊の方
- 怪人二十面相 第7話「怪奇! さまよう亡霊」（1977年、CX）
- Gメン'75（TBS）
  - 第64話「逃亡刑事」（1976年） - 北沢の愛人
  - 第69話「ヒキ逃げ白バイ警官」（1976年） - 玉川館女将
  - 第97話「嫁・姑・孫の戦い」（1977年）−大野木亮子
  - 第217話「3時間30分銀行支店長夫妻の秘密」（1979年） - 佐川絹子
  - 第232話「幽霊殺人」（1979年）
  - 第278話「エマニエル連続殺人事件」（1980年）
  - 第298話「ヌードカメラマン殺人事件」（1981年） - 牧村春代
  - 第314話「赤いレインコートの暗殺者」（1981年）
  - 第337話「荒れる中学生終電車殺人事件」（1981年）
- 透明ドリちゃん 第7話「妖女の子守唄」（1978年、ANB）  - 妖女（木の精）
- 土曜ワイド劇場
  - 「さそり座の女」（1978年）
  - 「マラッカの海に消えた 謎の蛇寺と海底黄金」（1979年、ABC）
  - 「白い手・美しい手・呪いの手」（1979年、ANB）
  - 「悪魔の花嫁 呪われた百物語」（1980年、ANB）
- 江戸の渦潮 第4話「断崖に立つ男」（1978、CX / 東宝）- おかつ
- 薔薇海峡 （1978年、TBS）
- そば屋梅吉捕物帳 第11話「血を誘う能面の女」（1979年、12ch / 国際放映） - 高姫
- 日本名作怪談劇場 第12話「怪談 奥州安達ヶ原」（1979年、12ch）- しほり
- 大激闘マッドポリス'80 第1話「マフィアからの挑戦」（1980年、NTV）
- 新・江戸の旋風 （1980年、CX / 東宝）
  - 第6話「春はまだか桜草」 - おやえ
  - 第21話「肝っ玉もんの恋」 - お常
- 大江戸捜査網 第477話「美人絵に秘めた女地獄の謎」（1981年、12ch / 三船プロ） - おこう
- ザ・ハングマン-燃える事件簿- 第14話「生き返ったスリ係女刑事」（1981年2月20日、朝日放送） - 岸田綾

### 映画
- 帰らざる波止場（1966年、日活） - 京子
- 赤い鷹（1966年、松竹） - 木原佐久子
- 黄金の野郎ども（1967年、日活） - ユリ
- 日本女侠伝 侠客芸者（1968年、東映） - 千代松
- 秘録長崎おんな牢（1971年、大映） - おたか
- 夜の手配師 すけ千人斬り（1971年、東映） - 恵子
- 日本悪人伝（1971年、東映） - 皆川夫人
- 純（1980年、東映セントラルフィルム）